# Edukand
Als  Educandus bzw. eingedeutscht Edukand (von lateinisch educandus ‚zu Erziehender‘) bezeichnet man im deutschsprachigen pädagogischen Fachjargon Personen, auf die Erziehung angewandt wird. Je nach Kontext spricht man auch vom „Schüler“ oder einfach von „Kind“ oder „Jugendlichem“. Ältere Synonyme sind Zögling und Eleve.
Als Erzieher werden im pädagogischen Fachjargon Personen bezeichnet, die Erziehung ausüben. Seltener verwendete Bezeichnungen für den Erzieher sind Edukator oder Edukant. Letzterer stammt aus dem Lateinischen (Educans).

## Wortgeschichte
Entstanden ist der Terminus aus einer anthropologischen Perspektive, die den Menschen als homo educandus versteht, also als Mängelwesen, das der Erziehung bedarf, um in der Natur überleben zu können.
Obwohl der Terminus vereinzelt schon früher aufgetreten ist, fand er in der deutschsprachigen pädagogischen Fachliteratur weitere Verbreitung, als die geisteswissenschaftliche Pädagogik in den 1960er und 1970er Jahren zunehmend von einer stärker sozialwissenschaftlichen Pädagogik abgelöst wurde. Außerhalb des deutschen Sprachraumes ist eine Unterscheidung von „Schüler“ und „Educand“ wenig üblich, weil dort aufgrund einer ausgebliebenen Rezeption des deutschen Idealismus oft auch nicht zwischen „Bildung“ und „Erziehung“ unterschieden wird.